# Phanerotomella aurea
Phanerotomella aurea är en stekelart som beskrevs av Herbert Zettel 1989. Phanerotomella aurea ingår i släktet Phanerotomella och familjen bracksteklar. Inga underarter finns listade i Catalogue of Life.